# Liste der Kulturdenkmäler in Hirschhorn/Pfalz
In der Liste der Kulturdenkmäler in Hirschhorn/Pfalz sind alle Kulturdenkmäler der rheinland-pfälzischen Ortsgemeinde Hirschhorn/Pfalz aufgeführt. Grundlage ist die Denkmalliste des Landes Rheinland-Pfalz (Stand: 21. Juli 2023).

## Einzeldenkmäler
| Bezeichnung | Lage                         | Baujahr                            | Beschreibung                                                      | Bild            |
| ----------- | ---------------------------- | ---------------------------------- | ----------------------------------------------------------------- | --------------- |
| Hofanlage   | Hauptstraße 53/55/57/59 Lage | zweite Hälfte des 19. Jahrhunderts | Hakenhof, zweite Hälfte des 19. Jahrhunderts                      | Fotos hochladen |
| Bürgerhaus  | Hauptstraße 65 Lage          | um 1900                            | ehemalige Schule; zweiteiliger Flügelbau, Neurenaissance, um 1900 | Fotos hochladen |